# Championnat du Congo de football 2017
Navigation
Saison précédente Saison suivante
La saison 2017 du Championnat du Congo de football est la 52e édition de la première division congolaise, la MTN Ligue 1. Les dix-huit équipes sont regroupées au sein d'une poule unique, où chaque équipe affronte tous les adversaires de sa poule deux fois, à domicile et à l'extérieur. En fin de saison, afin de permettre le retour d'un championnat à 16 équipes, les trois derniers sont relégués et remplacé par le champion de deuxième division.
C'est le quadruple tenant du titre, l'AC Léopards, qui est à nouveau sacré cette saison, après avoir terminé en tête du classement final, avec sept points d'avance sur l'un des promus de D2, l'AS Otohô. Il s'agit du cinquième titre de champion du Congo de l'histoire du club, qui réalise même le doublé en s'imposant en finale de la Coupe du Congo face au CARA Brazzaville.

## Qualifications continentales
Les deux premiers du classement final se qualifient pour la Ligue des champions de la CAF 2018 tandis que le troisième et le vainqueur de la Coupe du Congo obtiennent leur billet pour la Coupe de la confédération 2018. Si l'équipe victorieuse en Coupe est parmi les trois premiers, c'est le finaliste qui décroche la qualification.

## Les clubs participants
- AC Léopards
- Diables noirs de Brazzaville
- Inter Club
- FC Nathaly's - Promu de D2
- JS Poto-Poto
- Étoile du Congo
- CARA Brazzaville
- FC Kondzo
- JS Talangaï
- Tongo FC Jambom
- AS Cheminots
- Patronage Sainte-Anne
- Saint-Michel de Ouenzé
- Club sportif La Mancha
- Nico-Nicoyé
- AS Kimbonguila
- AS Otohô d'Oyo - Promu de D2
- Jeunes Fauves de Dolisie

## Compétition

### Classement
Le barème utilisé pour établir le classement est le suivant :
- Victoire : 3 points
- Match nul : 1 point
- Défaite, forfait ou abandon : 0 point

| Rang | Équipe                   | Pts | J  | G  | N  | P  | Bp | Bc | Diff |
| ---- | ------------------------ | --- | -- | -- | -- | -- | -- | -- | ---- |
| 1    | AC Léopards'T'C          | 81  | 34 | 25 | 6  | 3  | 70 | 22 | +48  |
| 2    | AS OtohôP                | 74  | 34 | 22 | 8  | 4  | 49 | 25 | +24  |
| 3    | CARA Brazzaville         | 69  | 34 | 20 | 9  | 5  | 66 | 26 | +40  |
| 4    | Club sportif La Mancha   | 63  | 34 | 19 | 6  | 9  | 46 | 24 | +22  |
| 5    | Étoile du Congo          | 58  | 34 | 17 | 8  | 9  | 44 | 22 | +22  |
| 6    | JS Talangaï              | 53  | 34 | 14 | 11 | 9  | 40 | 35 | +5   |
| 7    | Saint-Michel de Ouenzé   | 47  | 34 | 13 | 8  | 13 | 38 | 47 | -9   |
| 8    | Patronage Sainte-Anne    | 43  | 34 | 11 | 10 | 13 | 34 | 32 | +2   |
| 9    | Tongo FC Jambon          | 40  | 34 | 11 | 7  | 16 | 37 | 48 | -11  |
| 10   | Inter Club               | 39  | 34 | 11 | 6  | 17 | 34 | 42 | -8   |
| 11   | AS Cheminots             | 39  | 34 | 10 | 9  | 15 | 35 | 46 | -11  |
| 12   | JS Poto-Poto             | 38  | 34 | 10 | 8  | 16 | 30 | 38 | -8   |
| 13   | Diables Noirs            | 38  | 34 | 9  | 12 | 13 | 28 | 37 | -9   |
| 14   | Nico-Nicoyé              | 38  | 34 | 9  | 11 | 14 | 30 | 45 | -15  |
| 15   | FC Kondzo                | 36  | 34 | 9  | 9  | 16 | 35 | 51 | -16  |
| 16   | FC Nathaly'sP            | 29  | 34 | 7  | 9  | 18 | 24 | 53 | -29  |
| 17   | Jeunes Fauves de Dolisie | 28  | 34 | 7  | 8  | 19 | 27 | 42 | -15  |
| 18   | AS Kimbonguila           | 28  | 34 | 8  | 5  | 21 | 24 | 56 | -32  |

|  | Qualifié pour la Ligue des champions de la CAF 2018                                   |
|  | Qualifié pour la Coupe de la confédération 2018                                       |
|  | Relégation directe en deuxième division                                               |
|  | T : Tenant du titre C : Vainqueur de la Coupe du Congo P : Promu de deuxième division |

### Matchs

#### Barrages de promotion-relégation
Les 15e et 16e de Ligue 1 affrontent en barrage les premiers des deux poules de seconde division. Les rencontres ont lieu sous forme de rencontres aller-retour.
| Équipe 1               | Résultat | Équipe 2     | Aller | Retour |
| ---------------------- | -------- | ------------ | ----- | ------ |
| CES Djiri (D2)         | -        | FC Kondzo    | 2 - 1 | arrêté |
| Vita Club Mokanda (D2) | 3 - 2    | FC Nathaly's | 1 - 1 | 2 - 1  |

- Vita Club Mokanda prend la place du FC Nathaly's, relégué alors que le FC Kondzo se maintient en Ligue 1 à la suite des incidents ayant interrompu la rencontre retour. La fédération décide de donner le FC Kondzo vainqueur du barrage.

## Bilan de la saison
| Championnat du Congo de football 2017 |                          |
| Champion                              | AC Léopards (5e titre)   |
| Coupes et trophées                    |                          |
| Vainqueur de la Coupe du Congo 2017   | AC Léopards              |
| Qualifications continentales          |                          |
| Ligue des champions de la CAF 2018    | AC Léopards              |
| Ligue des champions de la CAF 2018    | AS Otohô                 |
| Coupe de la confédération 2018        | CARA Brazzaville         |
| Coupe de la confédération 2018        | Club sportif La Mancha   |
| Promotions et relégations             |                          |
| Promus en MTN Ligue 1                 | Vita Club Mokanda        |
| Relégués en MTN Ligue 2               | AS Kimbonguila           |
| Relégués en MTN Ligue 2               | Jeunes Fauves de Dolisie |
| Relégués en MTN Ligue 2               | FC Nathaly's             |